# 阿玛多·迪亚洛
阿玛多·迪亚洛（Amado Diallo，1981年6月13日—），塞内加尔足球运动员。现效力于中超河南建业，司职前锋。

## 职业生涯
阿玛多曾经效力于摩洛哥联赛球队Mouloudia Oujda和Chabab Massira，2010年2月12日，中超球队河南建业正式宣布签入阿玛多。